# Terina albidaria
Terina albidaria är en fjärilsart som beskrevs av Fabricius 1787. Terina albidaria ingår i släktet Terina och familjen mätare. Inga underarter finns listade i Catalogue of Life.